# Götene
Götene (em sueco: Götene;  ouça a pronúncia) é uma pequena cidade do norte da província histórica da Västergötland. Tem cerca de 4 900 habitantes, e é a sede da comuna de Götene, no condado de Västra Götaland, situado no sudoeste da Suécia. Está situada a 30 km a sudoeste de Mariestad.

## Comunicações
- Estrada europeia E20 – ligando Malmo a Estocolmo.[3]
- Estrada nacional 44 - ligando Uddevalla a Götene

## Economia
A economia de Götene está dominada pelos serviços e pela indústria, com destaque para as fábricas de lacticínios, de artigos de plástico, e de casas pré-fabricadas.

## Património
- Igreja de Husaby, em Husaby (séc. XI) [4][3]